# Mansour Dia
Pour les articles homonymes, voir Dia.
Mansour Dia (né le 27 décembre 1940 et décédé le 28 mai 1999) est un athlète sénégalais. Il a détenu les records nationaux du saut en longueur pendant 20 ans et du triple saut pendant 33 ans.

## Biographie

### Palmarès
| Date | Compétition     | Lieu        | Discipline       | Résultat | Performance |
| ---- | --------------- | ----------- | ---------------- | -------- | ----------- |
| 1964 | Jeux olympiques | Tokyo       | Triple saut      | 13e      | 15,44 m     |
| 1965 | Jeux africains  | Brazzaville | Triple saut      | 2e       | 13,93 m     |
| 1965 | Jeux africains  | Brazzaville | Saut en longueur | 3e       | 7,29 m      |
| 1968 | Jeux olympiques | Mexico      | Triple saut      | 8e       | 16,73 m     |
| 1972 | Jeux olympiques | Munich      | Triple saut      | 6e       | 16,83 m     |
| 1973 | Jeux africains  | Lagos       | Triple saut      | 1er      | 16,53 m     |
| 1973 | Jeux africains  | Lagos       | Saut en longueur | 3e       | 7,71 m      |